# عماره یمنی
نجم الدین ابو محمد عماره بن ابی الحسن بن علی بن زیدان بن احمد حکمی یمنی (۵۱۵ ق / ۱۱۲۱ م - ۲ رمضان ۵۶۹ ق / ۱۱۷۴ آوریل ۶ م)نویسنده، فقیه شافعی، تاریخ‌نگار، ادیب، شاعر و نویسنده یمنی از اهالی تهامه یمن بود که در قرن ششم هجری قمری زندگی می‌کرد. او به دلیل ارتباطش با حاکمان فاطمی در مصر معروف شد. امیر مکه قاسم بن هاشم، وی را به عنوان فرستاده اش در قاهره به سوی حکومت فاطمیان ارسال نمود. او در دومین ماموریتش تصمیم گرفت در قاهره بماند، و نهایتاً در همان شهر درگذشت. برخی از آثار او عبارتند از «سرزمین یمن و تاریخچه آن» (ترجمه شده توسط هنری کسلز کی به انگلیسی) و «جوکهای مدرن در اخبار وزرای مصر»، که هر دوی آن توسط شرق‌شناس هرتویگ درنبرگ منتشر شده‌است.

## زندگی
عماره یمنی در شهر مرطان واقع در تهامه یمن، متولد شد. سپس به زبید رفت، و در یکی از مدارس آن ثبت نام کرد. عماره برای انجام فریضه حج به حجاز رفت و در آنجا با امیر مکه، قاسم بن هاشم بن فلیته، ملاقات کرد. امیر مکه او را برای منظوری به سوی فاطمیان مصر فرستاد. عماره در بهار سال ۵۵۰ هجری وارد مصر شد، در آن هنگام فائز بن ظافر خلیفه بود. عماره بر وی وارد شد و با قصیده ای به ستایش وی پرداخت که موجب جلب رضایت خلیفه شد. در شوال همان سال، عماره به مکه بازگشت، و قبل از بازگشت به زبید در صفر ۵۵۱ هجری، بر قاسم بن هاشم وارد شد. هنگامی که در سال دوم برای حج عزم سفر کرد، امیر مکه او را به انجام مأموریت دیگری به سوی خلیفه فاطمی مکلف نمود. اما وی اقامت خود را در مصر طولانی نکرد و سریعاً به زبید بازگشت. سپس پس از بازگشت، به مصر سفر کرد، این بار در کنار خلیفه فاطمی ماند و روابط وی با وی تثبیت شد. عماره شاعری برجسته و نویسنده ای مورّخ بود که برای یمن و زبید تاریخ‌نگاری کرد. او کتابی را در اخبار وزیران مصر گردآوری کرد. علاوه بر این او فقیهی شافعی بود که دفاعش از مذهب اهل سنت مانع از حمایت او از فاطمین نبود. هنگامی که دولت فاطمیان به دست صلاح الدین ایوبی ساقط شد، عماره ظاهراً به وی شد و در ستایش او شعر سرود؛ اما او به همراه هشت نفر دیگر از نزدیکان خلیفه فاطمی در مکاتبه با صلیبی‌ها و تلاش برای ایجاد اتحادی با آنها برای بیرون کردن نیروهای صلاح الدین مشارکت نمود. پس از کشف نقشه‌های آنها و اعترافشان به توطئه، صلاح الدین دستور داد همه هشت نفر را به صلیب بکشند؛ لذا عماره یمنی در ماه رمضان سال ۵۶۹ هجری قمری اعدام شد.

## تالیفات
آثار زیر به وی نسبت داده می‌شود:
- «تاریخ یمن».
- «المُفِید فی أخبار زبید».
- «شوخی‌های مدرن در اخبار وزیران مصر».